# Большая Высь
Больша́я Высь (укр. Велика Вись) — река на Украине, левый приток Синюхи (бассейн Южного Буга). Протекает по территории Кировоградской и Черкасской областей, в пределах Приднепровской возвышенности, имеется 6 водохранилищ. Питание преимущественно снеговое. На реке стоит город Новомиргород.
Долина преимущественно корытообразная, в верховьях заболоченная; шириной 4 км, глубиной до 40 м. Русло слабоизвилистое, шириной до 20 метров. Уклон реки 0,55 м/км.
Между селом Лекарево и районом Новомиргорода Шмидовка на большом пологом мысе левого берега реки Большая Высь находится археологическая стоянка позднего палеолита (36—38 тыс. л. н.) «Высь».

## Происхождение названия
Значение праславянского корня «вис» можно трактовать как «разливаться», «течь» (родственно с гидронимами Виска и Висла).